# The Huntsman & The Ice Queen
The Huntsman & The Ice Queen (Originaltitel: The Huntsman: Winter’s War) ist ein US-amerikanischer Fantasyfilm und eine Fortsetzung von Snow White and the Huntsman aus dem Jahr 2012. In den Hauptrollen sind Chris Hemsworth, Charlize Theron, Emily Blunt und Jessica Chastain zu sehen. Regie führte Cedric Nicolas-Troyan. The Huntsman & The Ice Queen wird von Universal Pictures verliehen. Der Kinostart in den Vereinigten Staaten war am 22. April 2016, während der Film in Deutschland bereits am 7. April anlief. Der Film enthält Anleihen aus Schneewittchen.

## Handlung
Freya, die im Gegensatz zu ihrer Schwester Ravenna keine magischen Kräfte besitzt, erwartet ein Kind von dem Mann, den sie liebt und der sich seiner Familie zum Trotz zu ihr bekennen und bei ihr sein will. Als er sie jedoch hintergeht und ihre neugeborene Tochter tötet, erwachen in ihrer Verzweiflung und Wut ihre Fähigkeiten, Eis zu erzeugen, und sie tötet ihn. Sie flieht aus dem Königreich ihrer Schwester, errichtet im Norden einen winterlichen Palast und schwört, die Liebe aus ihrem Land zu vertreiben. Sie lässt die Eltern junger Kinder töten und bildet diese Kinder zu ihren Huntsmen aus, einer Armee aus tödlichen und ihr gehorsamen Kriegern. Unter ihnen sind die Kinder Eric und Sara, die sich als Jugendliche ineinander verlieben; da dies gegen Freyas Prinzipien verstößt, verheimlichen sie ihre Beziehung und wollen die Huntsmen verlassen. Freya weiß jedoch davon und trennt sie nach einem Kampf mit ihren Untergebenen im Palasthof voneinander durch eine Wand aus Eis. Durch das Eis sieht Eric, wie Sara ermordet wird. Er versucht noch erfolglos, die Eiswand zu durchbrechen, bevor er von den anderen Huntsmen überwältigt und in einen Fluss geworfen wird.
Sieben Jahre später, nachdem Ravenna von Eric und Snow White besiegt worden ist (siehe Teil 1), lässt sich Eric nicht mehr auf Abenteuer ein. Er erhält von Snow White aber den Auftrag, Ravennas Spiegel zu finden, der zum Heiligen Ort gebracht werden sollte, dessen Transport aber verschollen ist. Als er erkennt, dass möglicherweise Freya hinter dem Raub stecken könnte (ihre Eule beobachtet ihn), willigt er ein und wird fortan von zwei Zwergen begleitet.
In einer Taverne werden die drei von anderen Huntsmen aufgespürt und angegriffen. Sie erhalten Hilfe von einem Unbekannten, der sich nach dem siegreichen Kampf als Sara herausstellt. Sara ist Eric gegenüber feindlich gestimmt, weil er vor sieben Jahren im Burghof einfach geflohen sein soll, ohne um sie kämpfen oder sie aus dem Kerker, in dem sie die letzten Jahre verbracht hat, zu befreien. Es stellt sich heraus, dass Freya in der Eiswand falsche Bilder erzeugt hat, die den Betroffenen ihren Willen aufgedrückt haben. Sara schließt sich der Gruppe an, ebenso zwei Zwerginnen. Die Gruppe findet den Spiegel in einem Koboldlager und wird von einem Kobold angegriffen. Während die Zwerge den Spiegel in Sicherheit bringen, kann Eric den Kobold besiegen. Gegen eine anrückende Bande von Kobolden sind die Chancen fast aussichtslos, doch Sara kann ein Feuer legen und die restlichen Kobolde verscheuchen. Noch bevor sich die Gruppe auf den Weg zum Heiligen Ort machen kann, erscheint Freya mit einer Streitmacht. Sara enttarnt sich als Spionin, die mit Freya und dem Spiegel zum Palast abzieht.
Im Palast befragt Freya den Spiegel, wodurch ihre Schwester Ravenna zum Leben erweckt wird, da sie ihre Seele in den Spiegel eingeschlossen hatte. Eric dringt in den Palast ein, wird aber von den Huntsmen gestellt und vor Freya und Ravenna gebracht. Sara erkennt, dass eine Herrschaft der beiden Schwestern nur Unglück brächte, und stellt sich gegen sie, ebenso die Huntsmen. Ravenna schlägt den Angriff brutal zurück, und Freya zieht eine Eiswand auf, damit Ravenna nicht noch mehr ihrer Huntsmen, die sie auch als ihre Kinder bezeichnet, töten kann. Ravenna offenbart, dass sie hinter der Tötung von Freyas Kind steckt: Nach Befragen ihres magischen Spiegels, wer die Schönste im ganzen Lande sei, hatte dieser ihr geantwortet, dass Freyas ungeborene Tochter schöner als sie sein werde. Zwischen den Schwestern kommt es zum Kampf, wobei die Eiswand wieder zerbricht und Freya schwer verletzt wird. Mit letzter Kraft ebnet Freya Eric, der erbittert gegen Ravenna kämpft, den Weg, der nun freie Bahn zum magischen Spiegel hat und ihn mit einer Axt zerstört, was Ravennas Tod bedeutet. Freya erliegt ihren Verletzungen, wobei sie Eric und Sara, die wieder zueinander gefunden haben, anlächelt.

## Produktion
Trotz insgesamt verhaltener Kritiken kündigte Universal Pictures im Juni 2012 eine Fortsetzung von Snow White and the Huntsman an. Für das Drehbuch wurde zunächst David Koepp verpflichtet, der das Projekt im August 2012 aber wieder verließ. Die nächsten Drehbuchfassungen wurden von Craig Mazin und Evan Spiliotopoulos geschrieben. Nachdem eine Affäre zwischen Kristen Stewart und Rupert Sanders bekannt geworden war, wurde die Fortsetzung zunächst auf Eis gelegt, bevor im Juni 2014 ein Prequel namens The Huntsman angekündigt wurde. Als Regisseur wurde Frank Darabont verpflichtet, der wiederum eine neue Drehbuchfassung ablieferte, das Projekt aber im Januar 2015 verließ. Als neuer Regisseur wurde Cedric Nicolas-Troyan engagiert, der bereits bei Snow White and the Huntsman als Second-Unit-Regisseur und VFX-Supervisor tätig geworden war und in letzterer Funktion eine Oscar-Nominierung erhalten hatte.

### Casting
Chris Hemsworth, Charlize Theron und Nick Frost kehrten für das Prequel in ihren Rollen zurück. Zunächst sollte auch Kristen Stewart eine Rolle im Film spielen, wurde dann jedoch aus dem Film geschrieben. Im Februar 2015 wurde Jessica Chastain verpflichtet. Wenig später wurde bestätigt, dass Emily Blunt eine Rolle übernehmen werde. Sheridan Smith, Rob Brydon und Alexandra Roach erhielten ihre Rollen im März 2015. Im Mai 2015 wurde angekündigt, dass auch Sam Claflin zurückkehren werde.

### Dreharbeiten
Die Dreharbeiten begannen am 6. April 2015. Gedreht wurde in Waverley Abbey in Großbritannien. Von Mai bis Juni fanden die Dreharbeiten im Windsor Great Park statt sowie im Wells Bishop’s Palace und in der Wells Cathedral. Im Juli 2015 wurden in Puzzlewood die letzten Szenen gedreht.

## Veröffentlichung
Mitte November 2015 wurden die Filmplakate, ein Teaser-Trailer sowie der erste Trailer veröffentlicht.
Die Extended Version des Films hat eine Länge von etwa 120 Minuten.